# ОТ-54
ОТ-54 — советский огнемётный танк. Изготовлено 110 огнемётных танков с 1955 по 1959 годы.

## История создания
После того как закончилась Великая Отечественная война работы в направлении совершенствования танковых автоматических пороховых огнемётов были продолжены.
В 1946—1947 годах в Горьком в Конструкторском Бюро Завода № 112 был завершён первый проект нового огнемётного танка на базе среднего танка Т-54. Согласно проекту, в башню Т-54 вместо спаренного пулемёта должен был устанавливаться серийный автоматический пороховой огнемёт АТО-42, который прошёл проверку в годы Великой Отечественной войны. К первой половине 1947 года два варианта проекта были отправлены в Министерство Транспортного Машиностроения СССР и ГБТУ.
Первый вариант проекта предусматривал установку огнемёта в башню машины, второй — в корпус аналогично танкам ОТ-34. После рассмотрения обоих вариантов, принят был первый вариант. В конце 1947 года был открыт этап разработки конструкторской документации и КБ Завода № 112 приступило к выпуску чертежей. В конце 1948 года был изготовлен первый опытный образец.
В соответствии с постановлением Совета Министров СССР от 10 июля 1948 года № 2548-1050сс, на Заводе № 75 в Харькове для танка ОТ-54 была начата разработка автоматического танкового огнемёта с дальностью огнеметания 200—300 метров. Специально для этой разработки на Заводе № 75 было сформировано СКБ-1 под руководством Озерского М. С.. В Москве в НИИ-6 была создана специальная лаборатория, в которой создавались новые огнемётные смеси.
После того, как танк прошёл заводские испытания, в январе 1949 года машина была отправлена на полигонные испытания. В ходе испытаний была выявлена ненадёжная работа огнемётного оборудования, низкая скорострельность и дальность огнеметания. Более того, расположение огнемёта препятствовало его техническому обслуживанию.
В начале 1949 года Завод № 112 был передан в Министерство судостроительной промышленности. Постановлением СМ СССР № 4752-1832сс от 15 октября 1949 года и № 5560-2153сс от 17 декабря 1949 года создание огнемётного танка ОТ-54 было передано СКБ-1 Завода № 75.
К сентябрю-ноябрю 1950 года на Заводе № 75 были изготовлены четыре образца усовершенствованного огнемёта, получившего обозначение АТО-49. Тогда же в лаборатории НИИ-6 были созданы новые огнесмеси для этого огнемёта.
К декабрю 1950 года был закончен проект установки огнемёта АТО-49 в Т-54. Машина получила обозначение «Объект 481». В феврале 1951 года два опытных образца были отправлены на испытания. Испытания не были зачтены из-за неудовлетворительной дальности огнеметания.
Во время доработки огнемёта, постановлением СМ СССР от 19 октября 1951 года ТТЗ было откорректировано и требования по средней дальности были снижены до 180 метров, при нижнем пределе в 170 метров в условиях положительных температур, при безветренной погоде и угле возвышения насадки 8°. Однако испытания проходившие с 26 февраля по 24 апреля 1952 года снова были неудовлетворительными. Огнемёт был вновь отправлен на доработку.
В мае 1952 года Завод № 75 представил на испытания два опытных образца огнемётного танка «Объект 481», в который был установлен доработанный огнемёт АТО-49 с электробензиновой и пиротехнической системами зажигания испытания вновь не были пройдены из-за неудовлетворительной дальности огнеметания.
После доработки в августе 1952 года танки были предъявлены на повторные испытания, однако дальность снова была ниже ТТЗ (169,9 метров, вместо 180). По ходатайству Министерства транспортного машиностроения две опытные машины были допущены до предварительных испытаний, которые проходили с 17 октября по 26 декабря.
На испытаниях огнемёты показали среднюю дальность 166—170 метров, вместо требуемых 180 метров. По результатам испытаний танк был отправлен на доработку. Проведение войсковых испытаний доработанных 5 образцов было запланировано на 4 квартал 1953 года.
В конце 1953 года на испытания были предъявлены пять огнемётных танков с огнемётом АТО-49 с пиротехнической системой зажигания. Испытания проходили с 3 января по 10 марта 1954 года на полигоне 4-й Гвардейской Кантемировской дивизии. По результатам испытаний постановлением СМ СССР от 14 мая 1954 года огнемёт АТО-49 был принят на вооружение под обозначением АТО-1. А сам танк был принят под обозначением ТО-54 приказом Министерства Обороны СССР.

### Опытные образцы

#### Опытный образец № 1
Опытный образец № 1 с установкой огнемёта АТО-42. Отличался от танка Т-54 установкой огнемёта АТО-42 вместо спаренного пулемёта СГ-43. В связи с установкой огнемётного оборудования была изменена конструкция внутреннего оборудования корпуса. Из-за установки огнемёта лобовая часть башни с правой стороны была расширена за счёт приварки специальной наделки. Основание броневой защиты задвижки огнемёта приваривалось к маске пушки.
Экипаж состоял из четырёх человек. Для прицельного огнеметания был установлен телескопицеский прицел ТШ-19. Дальность огнеметания составляла от 60 до 110 метров. В автоматическом режиме максимальная дальность была 70-80 метров. Скорострельность одиночными выстрелами составляла 6-12 выстрелов в минуту, очередями — 3-4 выстрела. Ёмкости бака хватало на 29-30 выстрелов. Мёртвая зона составляла 8-10 метров.
Боекомплект танка составлял 24 выстрела к пушке, 2250 патронов для пулемёта СГ-43, 450 патронов к пулемёту ДШК и 30 пороховых выстрелов к огнемёту.

#### Опытный образец № 2
Опытный образец изготовленные с установкой огнемёта АТО-49 с электробензиновым зажиганием. Огнемёт был установлен в башню вместо спаренного пулемёта СГМТ. В отделении управления было размещено дополнительное оборудование. Укладка боекомплекта была изменена.
Боекомплект составлял 19 выстрелов к пушке, 1500 патронов к пулемёту СГ-43, 200 патронов к пулемёту ДШКМ и 20 пороховых патронов к огнемёту.

#### Опытный образец № 3
Опытный образец изготовленные с установкой огнемёта АТО-49 с пиротехнической системой зажигания. Огнемёт был установлен в башню вместо спаренного пулемёта СГМТ. В отделении управления было размещено дополнительное оборудование. Укладка боекомплекта была изменена.
Боекомплект составлял 20 выстрелов к пушке, 1500 патронов к пулемёту СГ-43, 200 патронов к пулемёту ДШКМ, 20 пороховых патронов к огнемёту и дополнительные 20 зажигательных патронов в барабане системы пиротехнического зажигания.

## Серийное производство
Серийно танк изготовлялся в Харькове на Заводе № 75 с 1955 по 1959 год. Огнемёт АТО-1 изготавливался на заводах в Свердловске и Омске. Всего было изготовлено 110 огнемётных танков ТО-54.

## Описание конструкции
ОТ-54 создан на базе среднего танка Т-54. Вместо спаренного с пушкой пулемёта СГМТ установлен пороховой автоматический танковый огнемёт АТО-1. В целом были сохранены основные боевые качества базовой машины.

### Вооружение
Благодаря установке огнемёта в башню танка ТО-54, прицельное огнеметание могло вестись с использованием штатного прицела ТШ2-22, углы обстрела огнемётом были такие же как и для пушки. Дальность прицельного огнеметания составляла 160 метров. Максимальная скорострельность — 20 выстрелов в минуту. За один выстрел расходовалось 20 литров огнесмеси.
Боекомплект составлял 19 выстрелов к пушке, 1500 патронов к курсовому 7,62-мм пулемёту СГМТ, 200 патронов к зенитному 12,7-мм пулемёту ДШКМ, 20 пороховых патронов и 20 зажигательных патронов к огнемёту АТО-1. Ёмкость бака позволяла производить до 20 огнемётных выстрелов.